# Porra (repostería)

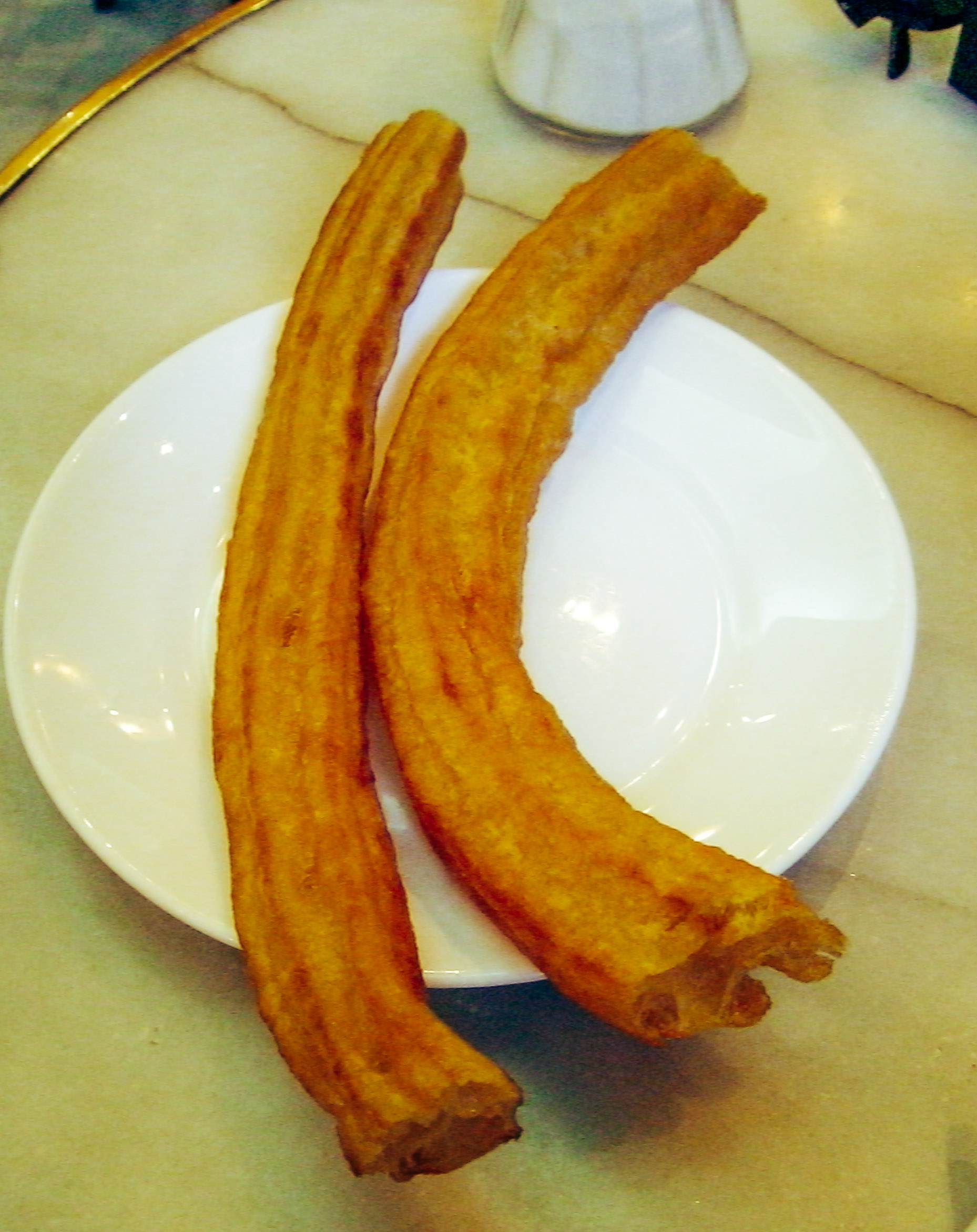
Porras en la Chocolatería San Ginés de Madrid

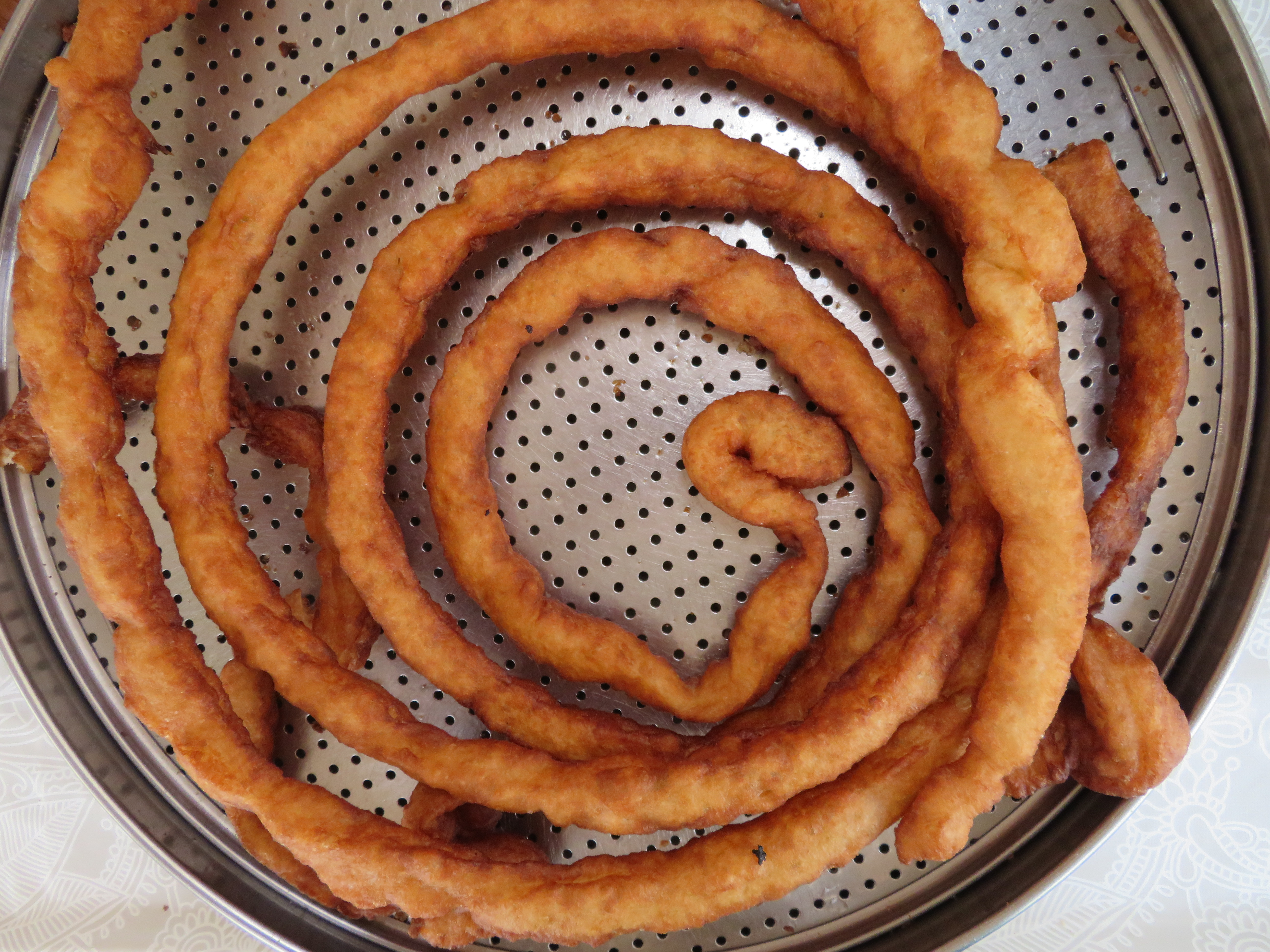
Porra de churrería

La porra o churro de rueda es un tipo de masa de sartén de origen español. En cuanto es de masa de harina y se fríe en aceite. En muchas partes de España, las porras se llaman porras de churro, aunque las denominaciones son muy variadas, dependiendo de cada provincia.
Los ingredientes son los mismos que los del churro, aunque la porra lleva un poco de bicarbonato sódico (o levadura) y una mayor cantidad de harina. La porra necesita agua templada para permitir que la levadura reaccione, proporcionándole una textura esponjosa. Además, la masa debe dejarse reposar durante diez minutos antes de freirse. 
Mediante una manga pastelera para porras se extrusiona la masa sobre el aceite caliente y con los palos de rodar se forma una espiral. Las porras se fríen durante más tiempo que los churros al ser más grandes; posteriormente la espiral se trocea en porciones. Se suele tomar acompañada de un chocolate a la taza o café con leche.
Se toma como desayuno o merienda, y se pueden encontrar en churrerías (establecimientos especializados en churros y porras que pueden ser ambulantes) así como en algunos bares y cafeterías. Su consumo es mayor en el tiempo invernal, descendiendo en los meses de verano.